# Aethalina
Aethalina är ett släkte av fjärilar. Aethalina ingår i familjen nattflyn.
Kladogram enligt Catalogue of Life:
| Aethalina | \| \| Aethalina asaphes \| \| \| \| \| \| Aethalina plumosa \| \| \| \| |
|           | \| \| Aethalina asaphes \| \| \| \| \| \| Aethalina plumosa \| \| \| \| |
|           | Aethalina asaphes                                                       |
|           |                                                                         |
|           | Aethalina plumosa                                                       |
|           |                                                                         |